# Österreichische Feuerwehrzeitung
Die Österreichische Feuerwehrzeitung war eine österreichische Zeitschrift, die zwischen 1865 und 1872 in Wien erschien. Sie kam im Verlag von Anton Schweiger heraus.